# O princezně se zlatou hvězdou na čele

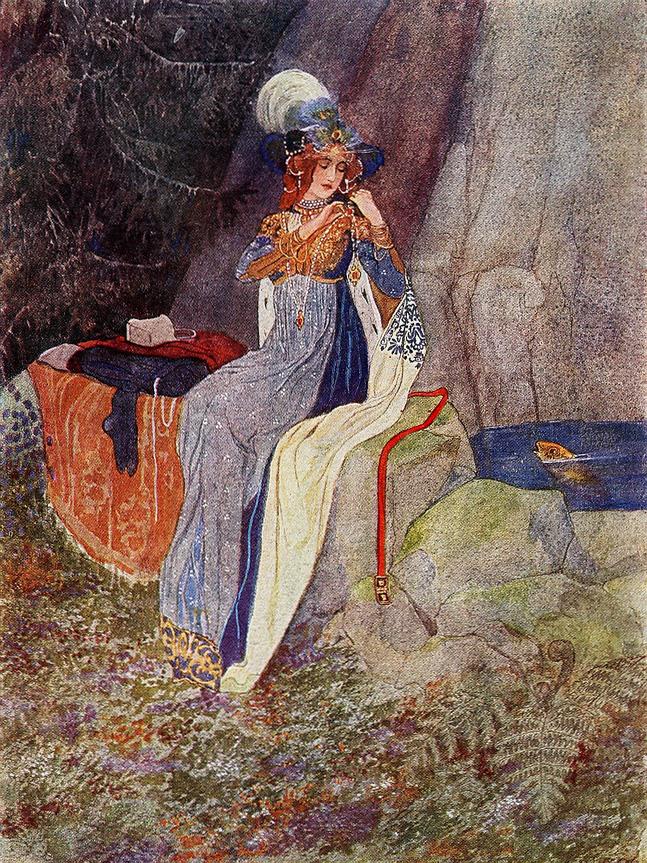
Ilustrace k pohádce od Artuše Scheinera

O princezně se zlatou hvězdou na čele je pohádka Boženy Němcové.
Pohádka vypráví o princezně, které měla na čele zlatou hvězdu. Pomocí myšího kožíšku dojde až ke štěstí.

## Filmová adaptace
- Princezna se zlatou hvězdou

## Online dostupné dílo
- NĚMCOVÁ, Božena. Alabastrová ručička : O princezně se zlatou hvězdou na čele : Dobré kmotřinky : Vděčné zvířátka : Potrestaná pýcha. Praha: Jan Laichter, 1907. 63 s. Dostupné online. Kapitola O princezně se zlatou hvězdou na čele.